# Флаг Ордынского
Флаг муниципального образования рабочий посёлок Орды́нское Ордынского муниципального района Новосибирской области Российской Федерации.
Флаг утверждён 17 марта 2005 года и внесён в Государственный геральдический регистр Российской Федерации с присвоением регистрационного номера 1860.

## Описание
«Флаг р. п. Ордынское представляет собой прямоугольное полотнище, диагонально разделённое на четыре равные части: первую, верхнюю — зелёного цвета, вторую и третью — синего, четвертую, нижнюю — жёлтого цвета и несущее в центре изображение летящей белой чайки с воздетыми крыльями, частично разделяющими по диагонали первую, вторую и третью части. 

Отношение ширины флага к его длине 2:3».